# Inopeplus borneensis
Inopeplus borneensis is een keversoort uit de familie platsnuitkevers (Salpingidae). De wetenschappelijke naam van de soort werd in 1883 gepubliceerd door Arthur Sidney Olliff.